# 石ノ森章太郎 生誕70周年記念 宇宙鉄人キョーダイン MUSIC COLLECTION
『石ノ森章太郎 生誕70周年記念 宇宙鉄人キョーダイン MUSIC COLLECTION』（いしのもりしょうたろう せいたんななじっしゅうねんきねん うちゅうてつじんキョーダイン ミュージックコレクション）は、2009年9月18日に日本コロムビアから発売された『宇宙鉄人キョーダイン』のアルバムCD。

## 概要
石ノ森章太郎の生誕70周年を記念して発売されたアルバムCDであり、石ノ森原作の特撮番組『宇宙鉄人キョーダイン』の曲を収録している。作・編曲は菊池俊輔による。解説書には、出演者の夏夕介と古河聰（旧芸名：古川聡）と堀江美都子の3人による対談も収録された。
発売された同日、石ノ森章太郎 生誕70周年記念 アクマイザー3 超神ビビューン MUSIC COLLECTIONも発売された。

## 収録曲リスト
1. 宇宙鉄人キョーダイン
2. くだものやさいへんちくりん
3. ゴンゴンゴンベス
4. 地球はやっぱりすばらしい
5. 父はいってた
6. ねらった敵はどこまでも
7. キョーダインとは俺たちだ
8. 宇宙鉄人キョーダイン（TVサイズ）
9. ダダ星ロボット兵団の侵攻
10. 地球の危機
11. キョーダイン参上!
12. キョーダインとは俺たちだ（カラオケヴァージョン）
13. 驚きと感激 兄弟の再会
14. わが名はゴンベス
15. サイバロイドの兄貴たち
16. はなつみの歌の秘密
17. われら兄弟ロボット!
18. 悪魔の手!闇将軍ガブリン
19. 穏やかな日々
20. 強敵出現!キョーダイン絶体絶命
21. 宇宙鉄人キョーダイン（カラオケヴァージョン）
22. 永遠に輝け!兄弟星
23. キョーダインとは俺たちだ（TVサイズ）